# Djupträsket (Jokkmokks socken, Lappland, 735492-167660)
Djupträsket är en sjö i Jokkmokks kommun i Lappland och ingår i Piteälvens huvudavrinningsområde. Sjön har en area på 0,0663 kvadratkilometer och ligger 465,2 meter över havet. Djupträsket ligger i Kronogård Natura 2000-område.

## Delavrinningsområde
Djupträsket ingår i det delavrinningsområde (735040-168101) som SMHI kallar för Ovan Maunalisjåkkå. Medelhöjden är 483 meter över havet och ytan är 34,44 kvadratkilometer. Det finns inga avrinningsområden uppströms utan avrinningsområdet är högsta punkten. Arpatsbäcken som avvattnar avrinningsområdet har biflödesordning 4, vilket innebär att vattnet flödar genom totalt 4 vattendrag innan det når havet efter 140 kilometer. Avrinningsområdet består mestadels av skog (77 procent) och sankmarker (16 procent). Avrinningsområdet har 1,64 kvadratkilometer vattenytor vilket ger det en sjöprocent på 4,8 procent.